# 그림문자

미국 국립공원관리청 그림문자 샘플

그림문자(영어: pictogram, pictogramm, pictograph 픽토그램[*]; "그림"을 뜻하는 라틴어 pict(us) 와 "전달"을 의미하는 미국어 telegram) 또는 픽토(picto)는 물리적인 물체와 시각적으로 유사한 모습을 통해 의미를 전달하는 상징이다. 그림문자는 글쓰기 및 시각적 의사소통 시스템에서 사용된다. 그림글자는 그림문자를 사용하는 문자이다. 위험 그림문자와 같은 일부 그림문자는 형식 언어의 요소일 수 있다.
선사 미술 분야에서 "그림글자"라는 용어는 다른 정의를 가지며, 특히 암석 표면에 그려진 예술을 의미한다. 그림글자는 조각되거나 새겨진 암각화와 대조된다.
사용자가 탐색하는 데 도움이 되도록 컴퓨터 화면에 표시되는 작은 그림문자는 아이콘이라고 한다.

## 역사
초기 문자는 그림문자(표시하는 대상을 닮은 그림)와 표의문자(아이디어를 나타내는 상징)를 기반으로 했다. 고대 수메르, 이집트, 중국 문명은 이러한 상징을 개념을 나타내기 위해 채택하기 시작했으며, 이를 표어문자로 발전시켰다. 그림문자는 아프리카, 아메리카, 오세아니아의 일부 비문해 문화권에서 여전히 주요 서면 의사소통 매체로 사용되고 있다. 그림문자는 대부분의 현대 문화권에서 간단하고 그림 같으며 재현적인 상징으로 자주 사용된다.
그림문자는 예술 형식으로 간주될 수 있으며, 또는 문자 언어로 간주될 수 있으며 콜럼버스 이전 시대 미술, 미국 원주민 미술, 고대 메소포타미아 및 식민지화 이전 아메리카의 회화에서 그렇게 지정된다. 그 많은 예 중 하나는 캘리포니아의 미국 원주민 역사의 일부인 추마시족의 암각화이다.
2011년 유네스코 세계유산 목록에 몽골 알타이의 암석에 새겨진 그림문자의 중요성을 기리기 위해 "몽골 알타이의 암각화 단지"가 추가되었다.
마리오 크리스티안 마이어와 같은 신경정신학과 신경심리학 분야의 일부 과학자들은 토착 그림문자와 암각화의 상징적 의미를 연구하고 있으며, 원주민과 현대 과학자들 간의 새로운 의사소통 방식을 만들어 그들의 문화적 다양성을 보호하고 가치를 높이는 것을 목표로 한다.

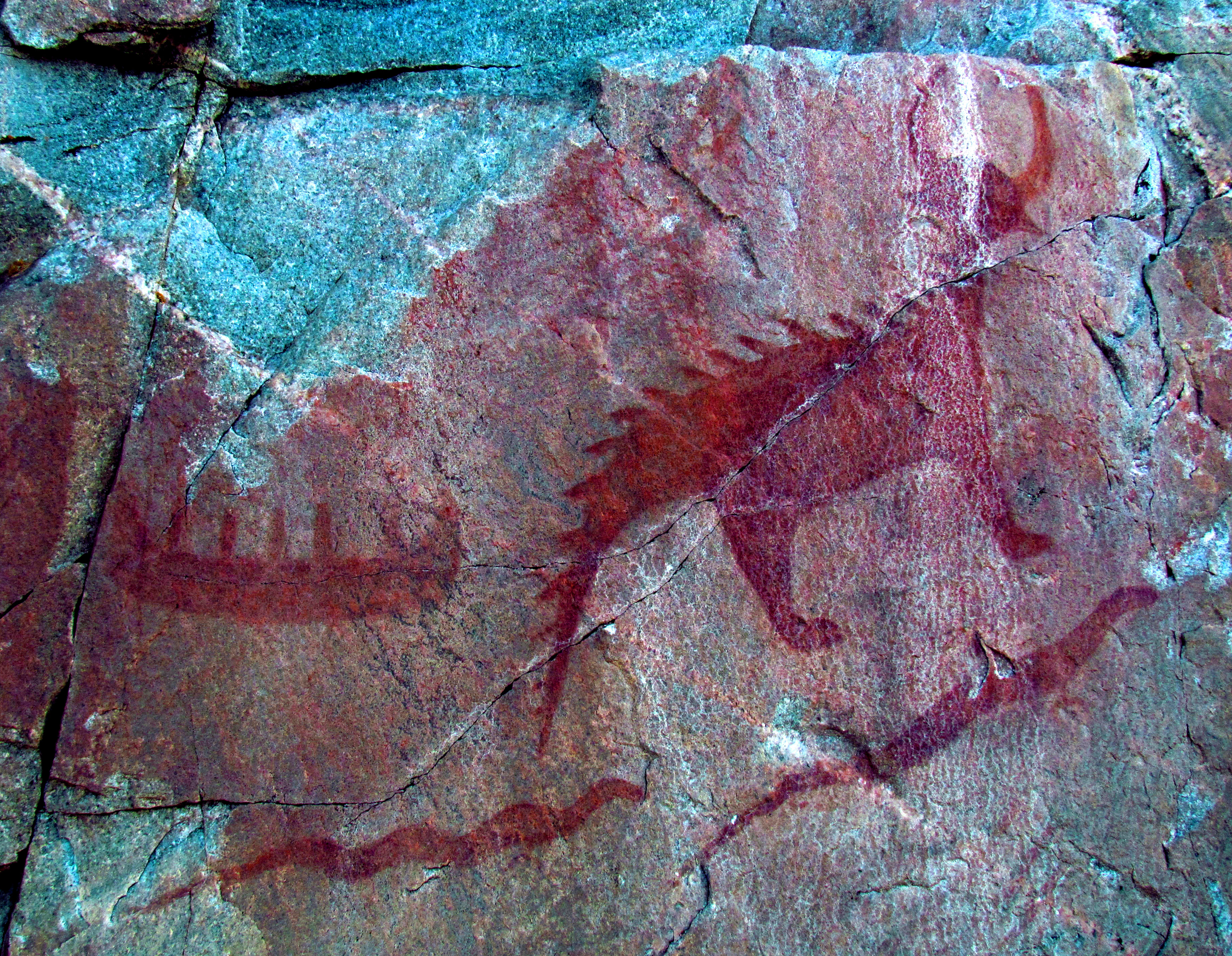
오지브와족 그림글자. 아가와 바위, 슈피리어호 주립공원의 절벽 면에 붉은 황토로 그려진 배와 뿔이 달린 동물 미시페슈
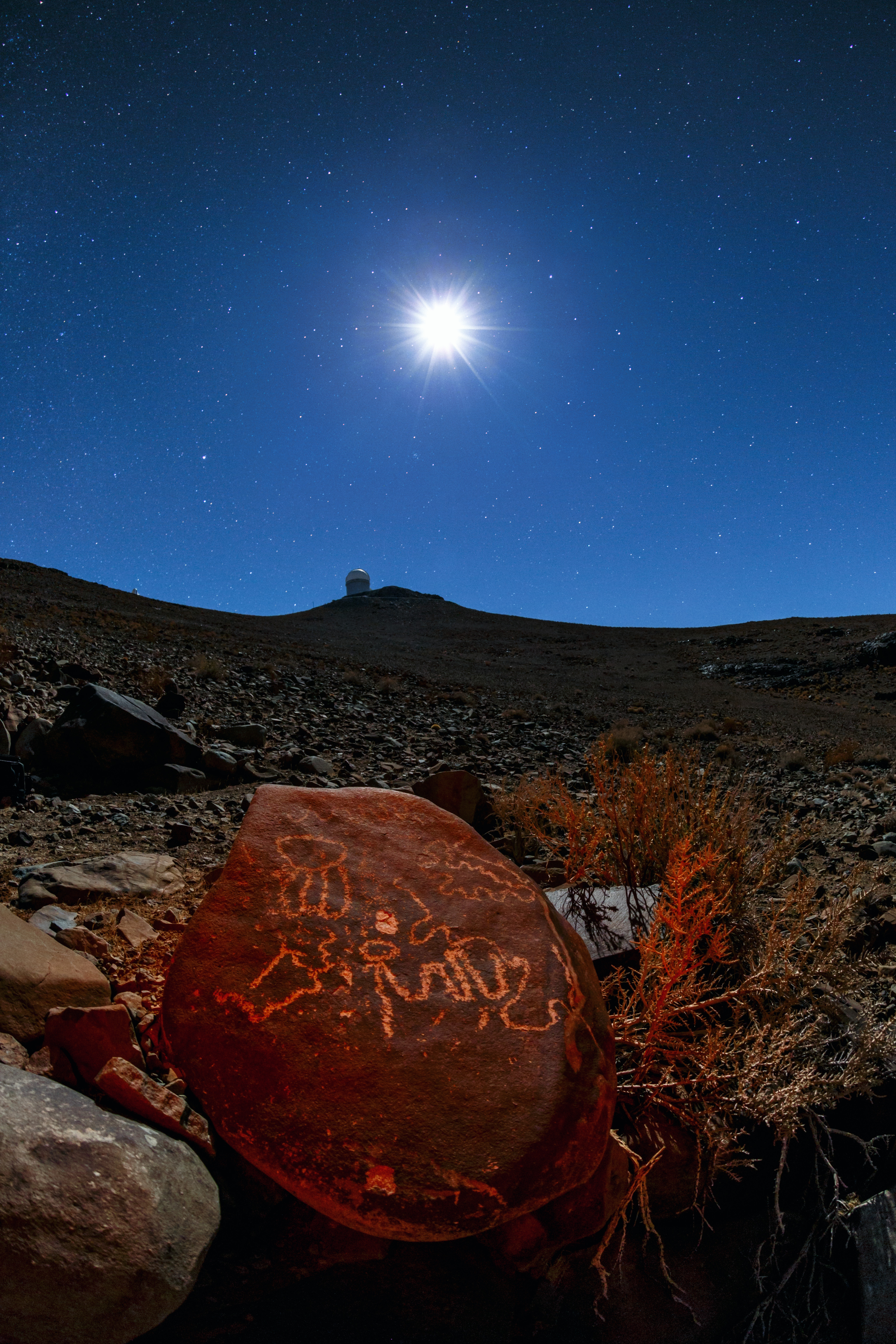
라 시야 천문대 주변에서 여러 선사시대 각인들을 찾을 수 있다.
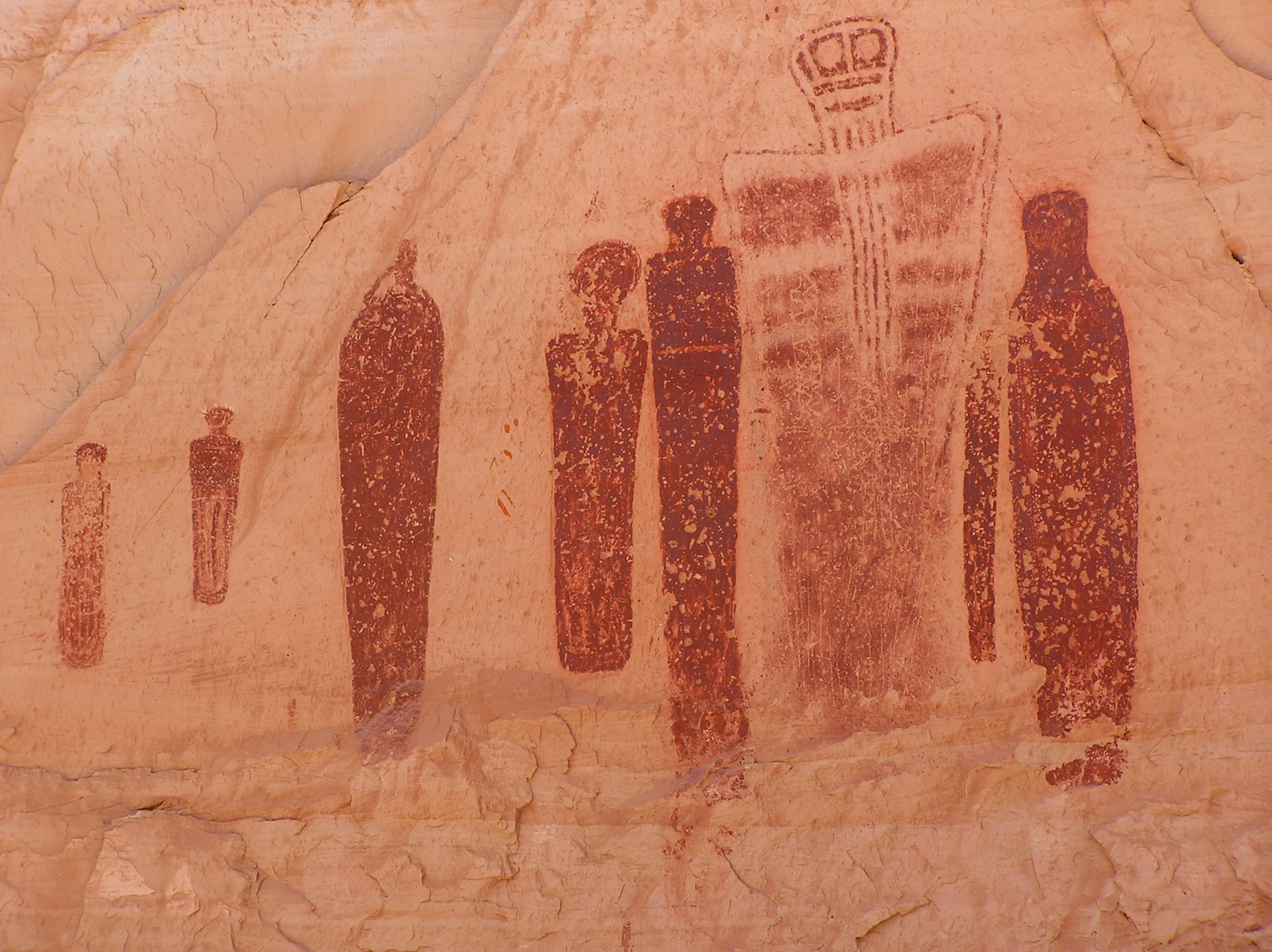
미국 원주민 그림글자. 그레이트 갤러리, 호스슈 협곡 (유타주), 캐니언랜즈 국립공원
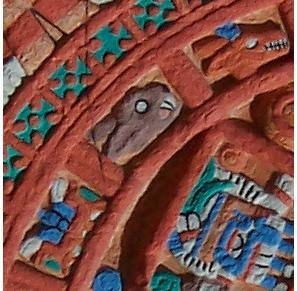
물, 토끼, 사슴 그림문자. 아즈텍 태양의 돌 복제본에 그려져 있다.

## 현대적 사용
그림문자를 광범위하게 사용한 초기 현대적 사례는 런던 노스 이스턴 철도의 1936-1947년 런던 교외 시간표 지도에서 볼 수 있는데, 조지 다우가 설계한 이 지도에서는 각 역 또는 역 근처에서 이용 가능한 시설을 나타내기 위해 다양한 그림문자가 사용되었다. 그림문자는 오늘날에도 공공 화장실 또는 공항 및 기차역과 같은 장소를 나타내는 그림 같고 대표적인 표지판, 지시 또는 통계 다이어그램으로 널리 사용되고 있다. 그림문자는 여러 다른 언어를 사용하는 사람들에게 개념을 간결하게 전달하는 방법이므로, 마사루 카츠미가 디자인한 1964년 하계 올림픽 이후로 올림픽에서 광범위하게 사용되었다. 이후 올림픽 그림문자는 각 대회마다 재설계되었다.
모더니스트 시적 기법으로서의 그림문자 쓰기는 에즈라 파운드에게 기인하지만, 프랑스어 초현실주의자들은 토템폴을 통해 북아메리카에 쓰기를 도입한 태평양 북서부 알래스카주의 미국 원주민에게 공을 돌린다.
현대 예술가 쉬빙은 전 세계에서 수집한 그림문자로 이루어진 보편적인 언어인 『지면 서』(Book from the Ground)를 창작했다. 『지면 서』 채팅 프로그램은 국제 박물관과 갤러리에서 전시되었다.
이모지는 그림문자의 한 종류이다.

## 수학에서

RMS 타이타닉의 첫 항해 생존자와 사망자를 등급과 연령/성별로 분류하여 보여주는 복합 그림문자

통계학에서 그림문자는 아이콘이 숫자를 나타내어 더 흥미롭고 이해하기 쉽게 만드는 차트이다. 각 아이콘이 무엇을 나타내는지 보여주는 범례가 종종 포함된다. 모든 아이콘은 같은 크기여야 하지만, 아이콘의 일부를 사용하여 해당 양의 비율을 나타낼 수 있다.
| 요일   | 보낸 편지 수 |
| ------ | ------------ |
| 월요일 | 10           |
| 화요일 | 17           |
| 수요일 | 29           |
| 목요일 | 41           |
| 금요일 | 18           |

| 요일   | 보낸 편지 수             |
| ------ | ------------------------ |
| 월요일 | 봉투 한 개               |
| 화요일 | 봉투 한 개 · 그리고 절반 |
| 수요일 | 봉투 세 개               |
| 목요일 | 봉투 네 개               |
| 금요일 | 봉투 두 개               |

## 표준화
그림문자는 언어를 초월하는 경우가 많으며, 언어와 문화가 완전히 다르더라도 여러 언어를 사용하는 사람들에게 동등하게 효과적으로 의사소통할 수 있다. 이것이 도로 표지판 및 유사한 그림문자 자료가 거의 모든 사람이 이해할 수 있는 전 세계적인 표준으로 적용되는 이유이다.
ISO 7001: 공공 정보 기호라는 국제 표준에서 표준화된 그림문자 세트가 정의되었다. 다른 일반적인 그림문자 세트로는 의류 태그에 사용되는 세탁 기호와 GHS 시스템에 의해 표준화된 화학 물질 위험 기호가 있다.
그림문자는 인터넷과 소프트웨어에서 널리 사용되었으며, 사용자에게 컴퓨터 시스템이나 모바일 장치를 탐색하는 데 도움을 주기 위해 컴퓨터 화면에 표시되는 "아이콘"으로 더 잘 알려져 있다.

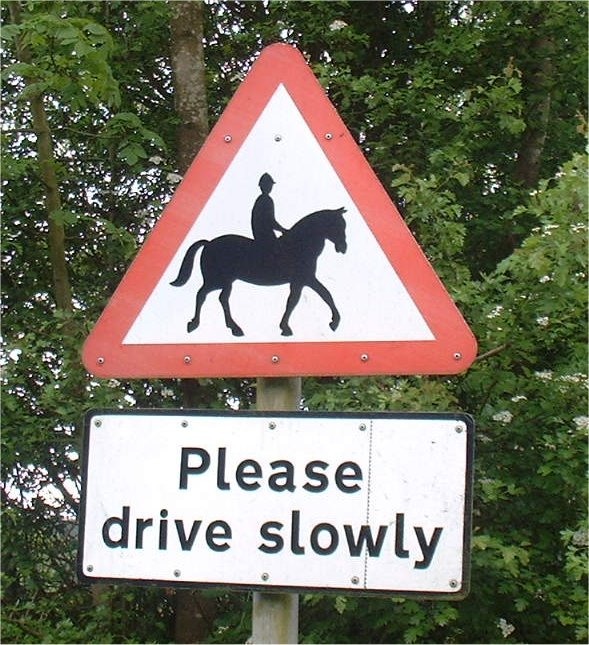
그림문자 교통표지판(상단)은 운전자에게 말과 기수를 경고한다.
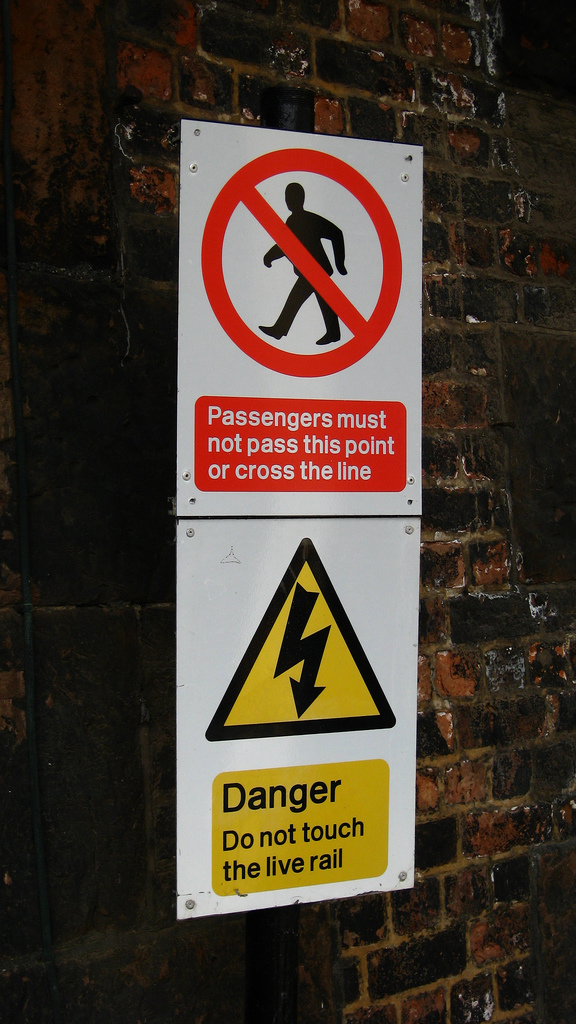
브리튼 철도 승객 안전 그림문자. 미올즈역 승강장 끝에 있다.
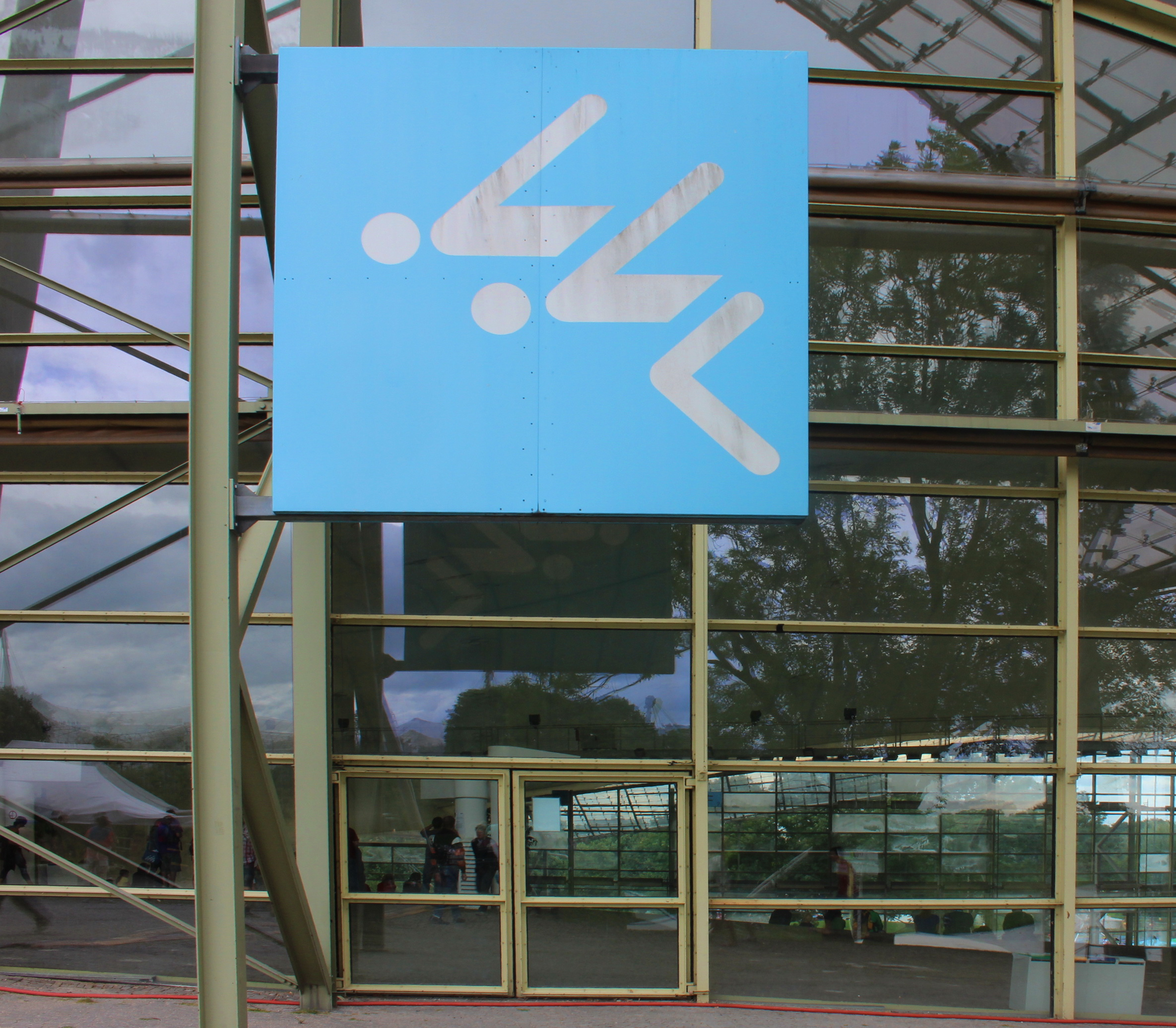
이 매우 영향력 있는 그림문자 디자인은 1972 뮌헨 올림픽에서 도입되었지만, 그림문자는 1964년 도쿄 올림픽에서 처음 등장하기 시작했다.

## 같이 보기
- 에모지
- 아이콘
- 문자